# پایگاه هوایی کوتبوس
پایگاه هوایی کوتبوس (به انگلیسی: Cottbus Air Base) (به زبان بومی: Flugplatz Cottbus-Nord) یک فرودگاه نظامی است که یک باند فرود بتن دارد و طول باند آن ۲۳۶۰ متر است. این فرودگاه در شهر کوتبوس کشور آلمان قرار دارد و در ارتفاع ۶۷ متری از سطح دریا واقع شده‌است.